# Siriphan Techajindawong
Siriphan Techajindawong ou Siriphan Taechachiadawong (thaï : ศิริพรรณ เตชจินดาวงศ์) (née en 1966) est une écrivaine thaïlandaise connue sous le nom de plume de Koynuch (ou Koy Nuj). Elle est l'épouse du réalisateur Wisit Sasanatieng, qui a adapté au cinéma son roman Mah Nakorn en 2004 (titre international : Citizen Dog).
Elle est notamment l'auteur du livre pour enfants The Little Garuda (Le Petit Garuda), qui a reçu une mention honorable aux Nai Indra Awards 2002.
Elle a aussi adapté en roman le premier film de son mari, Fah Talai Jone (Les Larmes du tigre noir, 2000). L'Entertainment News Reporters Association of Thailand lui a décerné son prix Phra Suraswadee ("Golden Doll") de la meilleure chanson pour son adaptation de la chanson traditionnelle Kamsuanjan (Les plaintes de la lune) dans ce film.

## Formation
Siriphan a fait des études de journalisme et de communication à l'Université Thammasat de Bangkok et travaillé comme concepteur-rédacteur dans des agences de publicité. C'est encore sa principale source de revenu, entre l'écriture de ses livres.
« Si j'avais le choix, je serais seulement écrivain. » a-t-elle déclaré dans un entretien en 2007. « D'un côté, j'écris des livres pour inspirer des gens, pour qu'ils aient envie de devenir meilleurs et de mieux se comprendre. De l'autre, je rédige des publicités pour inciter les gens à acheter des produits. ».

## Roman traduit en français
Le livre Citizen Dog a été traduit de l'anglais en français.